# Isla Quinta
La isla Quinta es una isla marítima ubicada en dentro de la ría Deseado, en el Departamento Deseado, de la provincia de Santa Cruz, Patagonia Argentina. Se halla en la margen norte de la ría separada de la costa continental por un estrecho canal de 30 metros de ancho (que en marea baja puede ser cruzado).
Se encuentra a sólo 2 kilómetros en línea recta de la ciudad de Puerto Deseado, y está separada de la isla Quiroga por un canal de 80 metros, y de la isla de los Leones por otro canal de 350 metros de ancho. Se trata en realidad de un islote rocoso desprovisto de vegetación. Las dimensiones de la isla son: 400 metros de largo máximo en sentido este-oeste, y 130 metros de ancho máximo en sentido nrote-sur. Durante la década de 1970 funcionó un embarcadero de la Estación de Biología Marina.  Existen colonias de nidificación de ostreros negros (Haematopus ater).

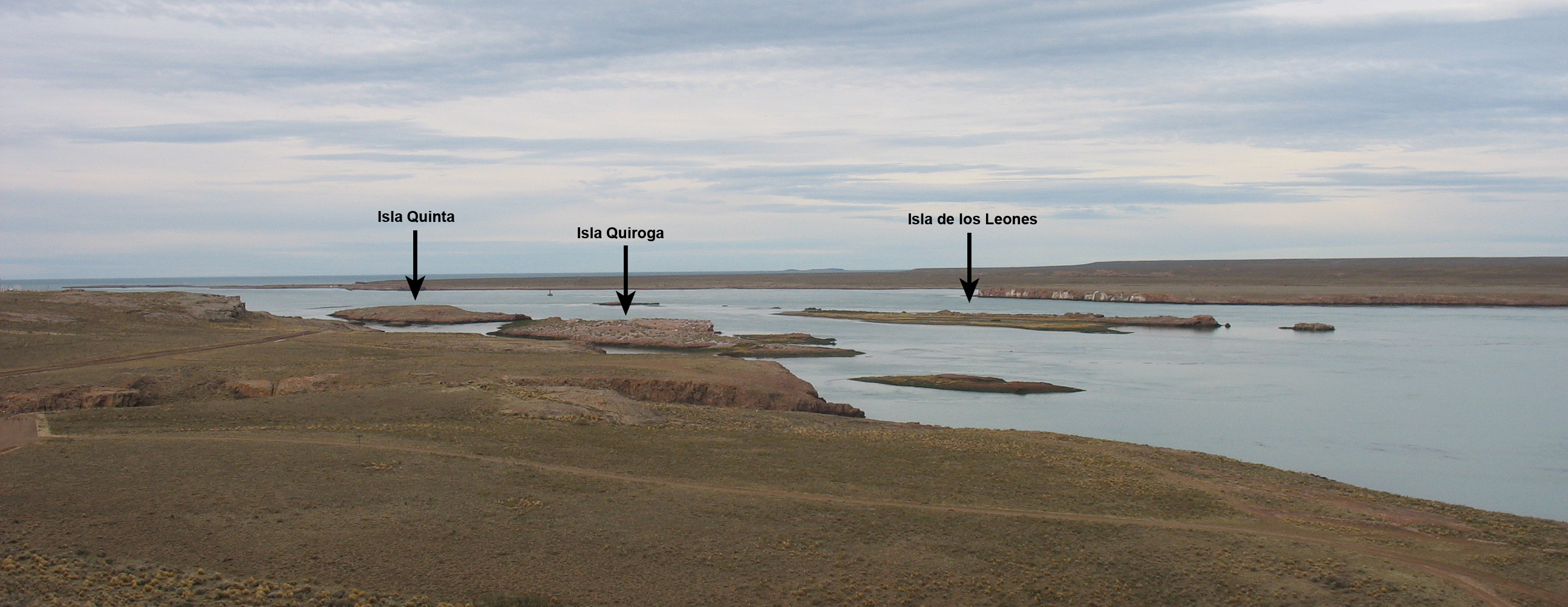
Islas Quinta, Quiroga y de los Leones, vista hacia el sur desde la margen norte de la ría Deseado. Al fondo y por detrás, se observa la margen sur de la ría y la barranca de los cormoranes de la isla Elena.